# Брэнсфорд, Дженнифер
Дже́ннифер Брэ́нсфорд (англ. Jennifer Bransford; 2 декабря 1968, Вашингтон, США) — американская актриса.

## Биография
Родилась 2 декабря 1968 года в Вашингтоне (США).
В 1986 году Дженнифер окончила «Mamaroneck High School», а позже Дартмутский колледж.

## Карьера
Дженнифер дебютировала в кино в 1982 году, сыграв роль Памелы в телесериале «Другой мир». В 2005 году Брэнсфорд сыграла роль Карли Коринтос в телесериале «Главный госпиталь», после чего она окончила кинокарьеру. Всего сыграла в 21 фильме и телесериале.

## Личная жизнь
Дженнифер замужем за актёром Брэдли Уайтом. У супругов есть трое детей: дочь Александра Харпер Уайт (род.03.10.2003), сын Хадсон Самюэль Уайт (род.06.02.2007) и ещё одна дочь — Зои Кэролайн Уайт (род.23.01.2009).

## Избранная фильмография
| Год       |   | Русское название                | Оригинальное название               | Роль                     |
| --------- | - | ------------------------------- | ----------------------------------- | ------------------------ |
| 1982      | с | Другой мир                      | Another World                       | Памела                   |
| 1994      | с | Отступник                       | Renegade                            | Нэнси Картер             |
| 1994      | ф | Колдовство 6: Любовница Дьявола | Witchcraft VI: The Devil's Mistress | Диана                    |
| 1997—1998 | с | Одна жизнь, чтобы жить          | One Life to Live                    | Джорджи Филлипс          |
| 1998      | с | Месть без предела               | Vengeance Unlimited                 | Тилли МакГиннисс         |
| 2001      | ф | Всё схвачено                    | Made                                | бортпроводница           |
| 2002      | ф | С любовью, Лайза                | Love Liza                           | имя персонажа неизвестно |
| 2002      | с | Закон и порядок                 | Law & Order                         | Эллен Брайтман           |
| 2005      | с | 4исла                           | Numb3rs                             | Терри Лейк               |
| 2005      | с | Главный госпиталь               | General Hospital                    | Карли Коринтос           |